# Умас-ашы
Умас-ашы — башкирское национальное блюдо (суп).
Умас-ашы готовится следующим образом: предварительно варится в подсоленной воде нарезанный кусочками картофель.
Затирается в воде руками масса из пшеничной, ржаной, гороховой, гречневой или овсяной муки. Готовый умас закладывают в кипящий суп.
В конце варки умас-ашы заправляется специями, поджаренным на нутряном сале репчатым луком. Едят умас-ашы с мелко рубленной зеленью и коротом.
Умас-ашы можно готовить и без картофеля, на воде, бульоне или молоке.

## Интересные факты
Супы, к которым относится и умас-ашы — любимые блюда башкир. По мусульманской традиции они должны быть густыми и сытными.
Горячий наваристый суп — это самая распространенная пища, которой насыщаются люди после трудового дня в Башкирии. Супы обильно посыпают свежей зеленью, используют пряности, в том числе перец красный, чёрный, белый и душистый, тмин, шафран, гвоздику, корицу, лавровый лист, имбирь, мускатный орех.